# Adelshof der Übelhirn von Böhl
Der Adelshof der Übelhirn von Böhl in der pfälzischen Stadt Deidesheim war ein spätmittelalterliches Anwesen der Ritterfamilie Übelhirn von Böhl. Der letzte Angehörige der Familie in Deidesheim, Nikolaus Übelhirn von Böhl, war der Stifter des Deidesheimer Spitals, das auf dem Gelände dieses Adelshofs errichtet wurde. Mit zum Spital dazu gehört heute auch der Gebäudekomplex mit der Adresse Weinstraße 35, der vermutlich auf Überresten von Gebäuden des Adelshofs errichtet wurde und nach dem Denkmalschutzgesetz des Landes Rheinland-Pfalz als Kulturdenkmal eingestuft ist.

## Geschichte

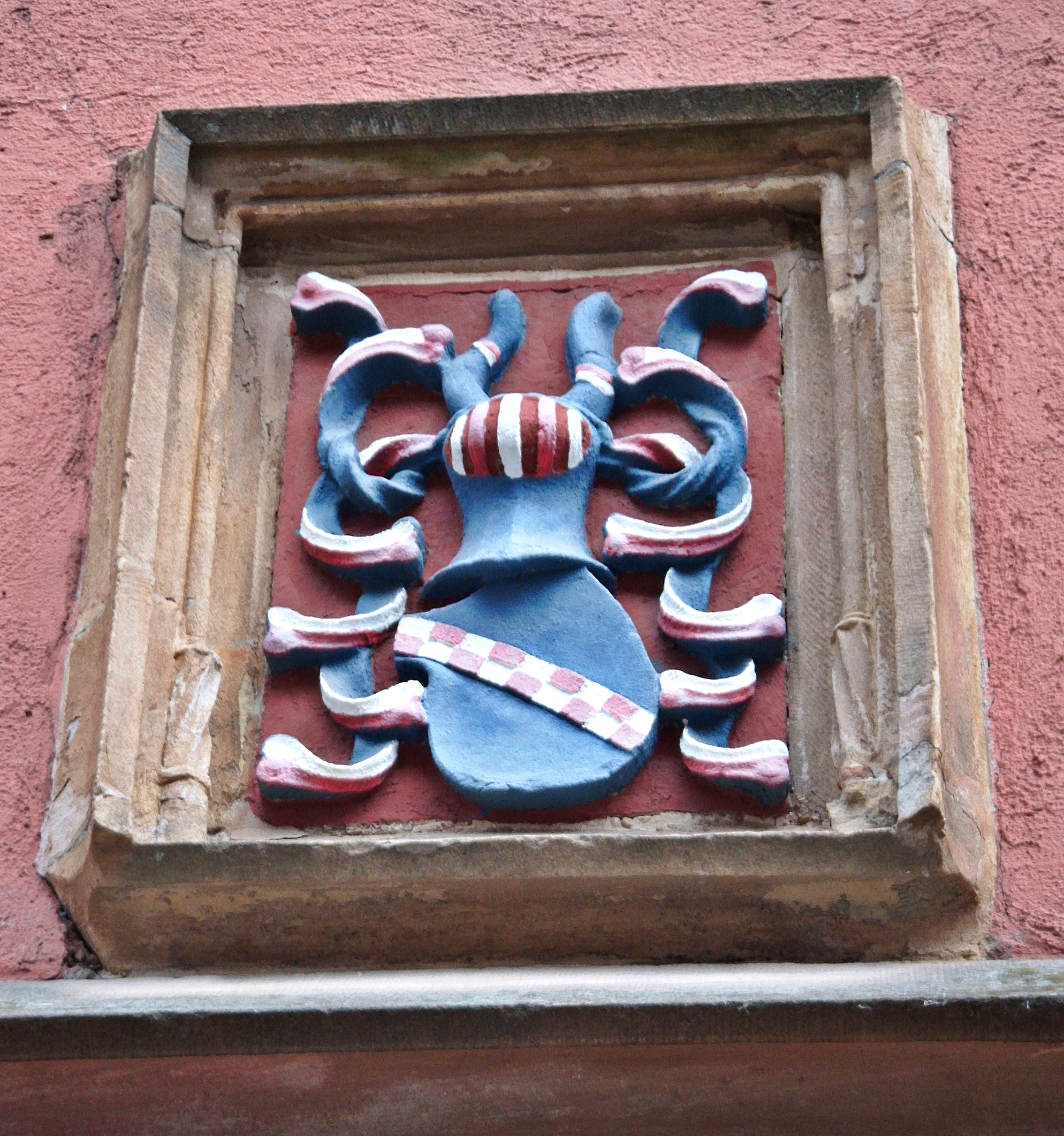
Das Wappen der Übelhirn von Böhl an der Spitalkapelle. Es weist mit seinem geschacherten Schrägbalken eine gewisse Ähnlichkeit mit dem Wappen der italienischen Namensvettern der Übelhirn auf, den Malatesta.

Wann die Familie der Übelhirn von Böhl nach Deidesheim gekommen ist, lässt sich nicht mit Bestimmtheit sagen. Bereits 1300 gab es Lambrechter Seelbuch einen Eintrag über einen Burchard de Buhele, der Güter in Deidesheim hatte. Der Name „von Böhl“ bezieht sich auf die pfälzische Gemeinde Böhl, das zunächst bis ins 13. Jahrhundert zum Reichsgut gehörte, dann für kurze Zeit zum Hochstift Speyer, und schließlich an die Kurpfalz fiel. Hier hatte die Edelknechte und Ritter von Böhl Besitzungen und Lehen, die allerdings in der ungeschützten Ebene lagen. Vermutlich zogen sie sich aus Sicherheitsüberlegungen in die befestigte Stadt Deidesheim zurück und wurden Ministeriale des Speyerer Fürstbischofs. 1395 wurde in einer Deidesheimer Urkunde, die eine Schuldaufnahme dokumentiert, ein Klaus Zifrid von Bohel genannt und 1400 wurde in einer weiteren Urkunde der Edelknecht von Buhel als der südliche Nachbar des Gasthauses zum Krug erwähnt. Der südliche Nachbar des von Böhlschen Anwesens wiederum war der Adelshof der Leysser von Lambsheim. Der Name oder Beiname Übelhirn wurde bereits 1338 erwähnt, als Berthold, ein Sohn des Ritters Heilo, genannt Übelhirn, der Priesterpfründe der Gimmeldinger Kirche ein Grundstück stiftete.
1440 wurden Rennwert Übelhirn von Böhl und seine Frau Margarete von Altdorf in Deidesheim zum ersten Mal genannt. Beide hatten am Bau der Deidesheimer Pfarrkirche ihren Anteil und die Wappen der beiden sind im ersten und dritten Joch des nördlichen Seitenschiffs der Kirche als Schlussstein eingelassen. Beide wurden nach ihrem Tod auch in der Pfarrkirche bestattet.
Die beiden hatten zwei Söhne. Zum einen Ebolt bzw. Ewald († 1488), er war Domherr in Speyer und zuletzt auch Domkustos. Er stiftete der neuerbauten Pfarrkirche eine Priesterpfründe und regte an, die Kirche unter das Patrozinium des Heiligen Ulrich von Augsburg zu stellen. Der andere Sohn war Nikolaus Übelhirn von Böhl. In hohem Alter, ohne Nachkommen, stiftete er beinahe seinen ganzen Besitz zu caritativen Zwecken. Vor dem geistlichen Gericht des Speyerer Bischofs, sowie dem Schultheiß und Gericht von Deidesheim schenkte er am 25. April 1494 Deidesheim ein Hospital, das bald darauf mitsamt einer kleinen Kirche auf dem Gelände seines Adelshofs errichtet wurde. 1496 stiftete er noch eine Priesterpfründe an der zu diesem Zeitpunkt wohl noch unvollendeten Hospitalkapelle. Kurz danach, wohl zwischen 1496 und 1499, starb Nikolaus Übelhirn von Böhl. Er wurde wahrscheinlich in der Deidesheimer Pfarrkirche neben seinen Eltern vor dem linken Seitenaltar bestattet. Mit ihm endete auch die Geschichte des Adelshofs.

## Anwesen

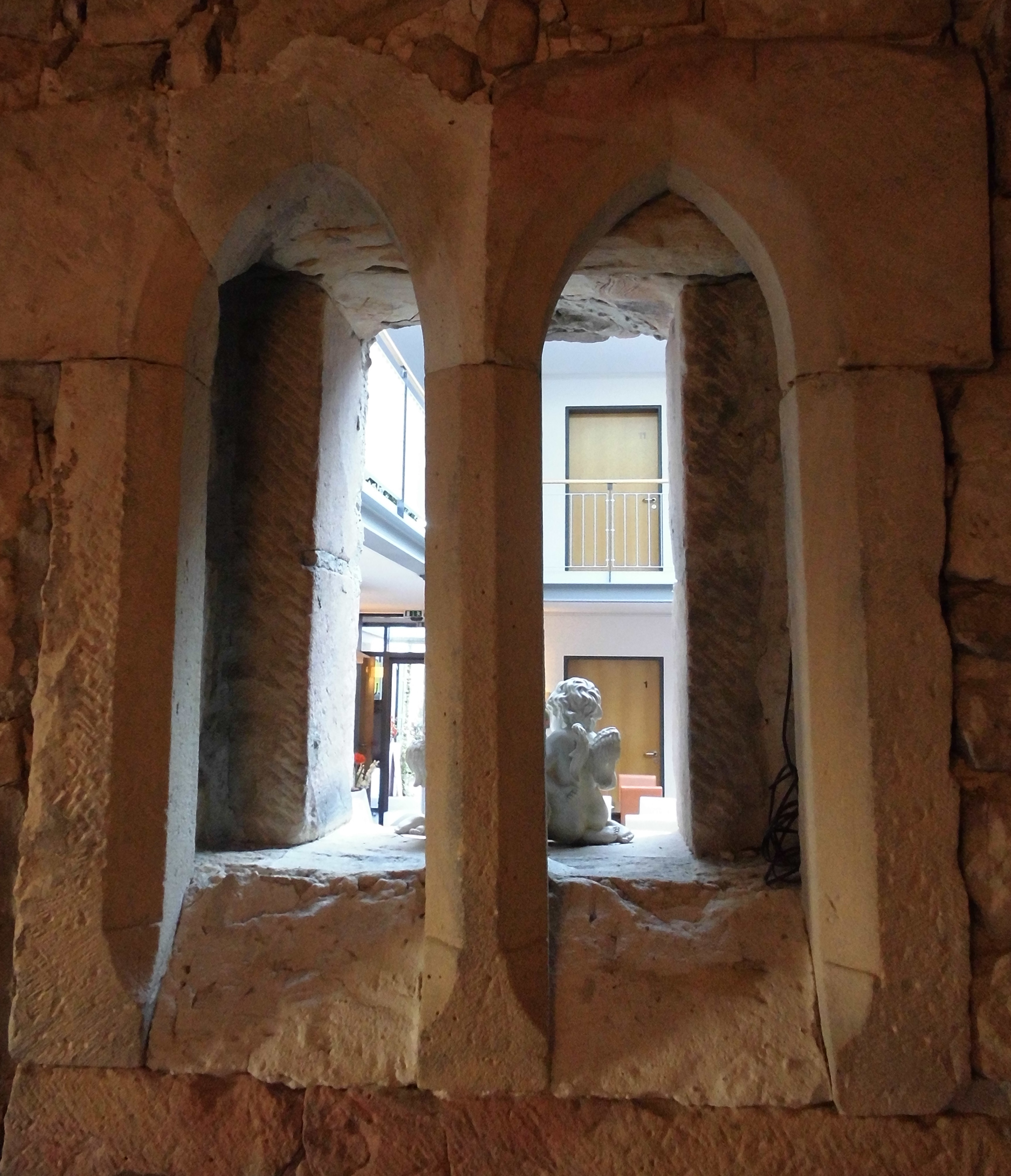
Gotisches Biforienfenster

Der größte Teil des ehemaligen Adelshofs ist heute mit Hospitalgebäuden und der Spitalkapelle bebaut. Das Spital hat die Adresse Weinstraße 39/41.
Zum Deidesheimer Spital gehört heute auch der Komplex aus zwei baulich miteinander verbundenen Häusern mit der Adresse Weinstraße 35. Er liegt im historischen Stadtkern Deidesheims. Diese Gebäude gehörten bereits früher zum Spital, wurden um 1700 an Privatleute verkauft, und wurden beim Umbau des Spitals in den Jahren 1992/94 als Café und Gästehaus in dieses re-integriert. Das an die Weinstraße grenzende Haus, zweigeschossig, mit L-förmigem Grundriss und mit einem Walmdach jüngeren Datums, ist in seinem Kern eventuell mittelalterlich. Es wurde später aber baulich verändert. Bemerkenswert ist hier die Einfassung eines Brunnens im Innern des Gebäudes. Das andere, sich direkt nordöstlich anschließende Haus mit einem Satteldach, stammt in dieser Form wohl aus der Zeit um 1700. Interessant ist hier die massive südliche Wand mit Spitzbogenfenstern, es war früher die Außenmauer eines gotischen Gebäudes. Diese Wand befindet sich heute im Gebäudeinnern als Teil eines Lichthofs. Es ist eines der ältesten Häuser in Deidesheim und birgt in seinem Kern wohl einen Teil des früheren Adelshofs.